# Simaethula chalcops
Simaethula chalcops là một loài nhện trong họ Salticidae.
Loài này thuộc chi Simaethula. Simaethula chalcops được Eugène Simon miêu tả năm 1909.